# Schiffswerft Klosterneuburg

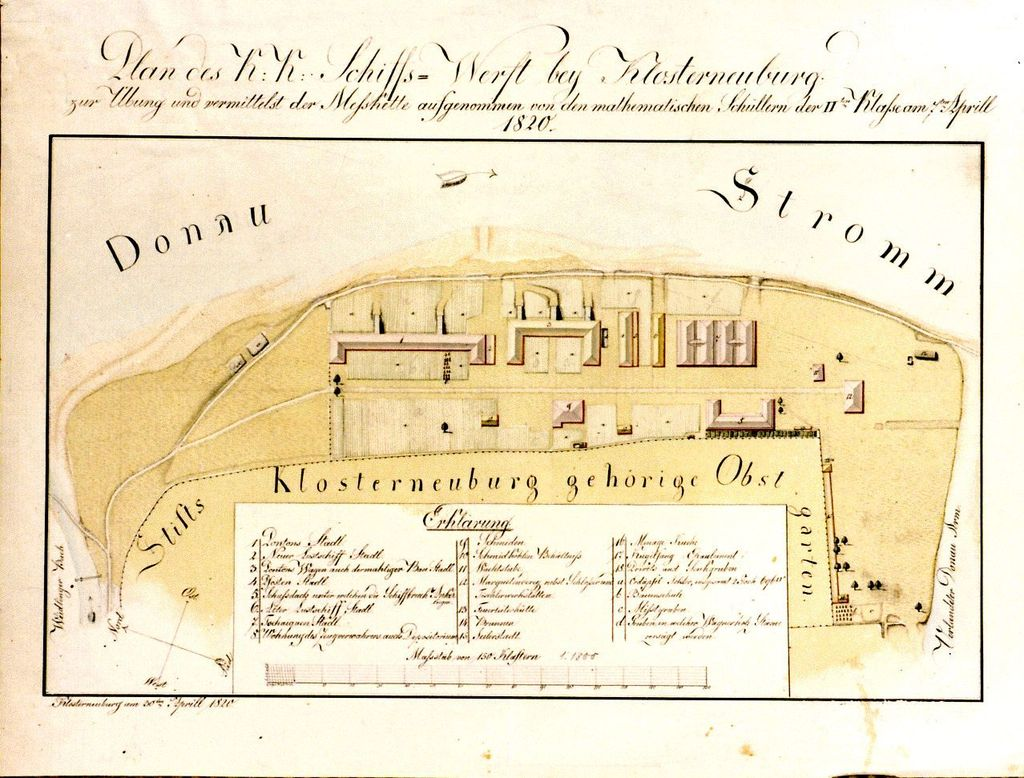
Plan der k. k. Schiffswerft Klosterneuburg von 1820

Die Schiffswerft Klosterneuburg (auch k. k. Schiffswerft Klosterneuburg) ist eine ehemalige Schiffswerft an der Donau in Klosterneuburg (Niederösterreich).
Die Schiffswerft wurde um 1763 von Wilhelm Rudolph Freiherr von Ripke im Auftrag des Hofkriegsrates als erste österreichische Werft in Klosterneuburg am Donauufer bei der Mündung des Weidlingbachs errichtet. Die Klosterneuburger Schiffswerft besaß in Kriegs- wie auch in Friedenszeiten ständig Personal, was eine wichtige Vorstufe zum Aufbau des 1767 aufgestellten Klosterneuburger Pontonierbataillons und der späteren Pioniereinheit war. Ripke hatte Erich Åhsberg als ersten Schiffsbaumeister der Werft zusammen mit mehreren Schiffsbau-Spezialisten aus dem damals schwedischen Wismar geholt. Eine komplette Hamburger Schiffsbesatzung hatte er ebenfalls für die neue Werft gewinnen können. Die Klosterneuburger Schiffswerft baute für die kaiserliche Donauflottille hauptsächlich Pontons und Tschaiken als Patrouillenboote auf der Donau und für das in Ungarn an der Theißmündung stationierte Tschaikistenbataillon. Ein besonderes Werk der Werft stellt die 1768 fertiggestellte Donaufregatte Theresia dar, welches wohl das einzige hochseetaugliche Kriegsschiff gewesen war, das die Werft je produziert hatte.
1854 wurde am Gelände der k.k. Schiffswerft das Pionierzeugsdepot der k.u.k. Pioniere errichtet, in dem Brückengeräte, Pontons und alle weiteren Pioniermittel deponiert, erzeugt und repariert wurden.